# Gardenia cambodiana
Gardenia cambodiana är en måreväxtart som beskrevs av Charles-Joseph Marie Pitard. Gardenia cambodiana ingår i släktet Gardenia och familjen måreväxter. Inga underarter finns listade i Catalogue of Life.